# Slepotice
Slepotice település Csehországban, a Pardubicei járásban. Slepotice Bořice, Moravany, Hrochův Týnec, Čankovice és Chroustovice településekkel határos. Lakosainak száma 474 fő (2024. január 1.).

## Népesség
A település lakosságának változását az alábbi diagram mutatja:
| Lakosok száma | 675  | 695  | 676  | 523  | 466  | 427  | 446  | 428  | 442  | 474  |
|               | 1869 | 1890 | 1921 | 1950 | 1980 | 2001 | 2017 | 2019 | 2022 | 2024 |